# أبرشية اللاذقية الكاثوليكية المارونية
أبرشية اللاذقية الكاثوليكية المارونية (باللاتينية: Eparchia Laodicenus Maronitarum) هي منطقة كنسية تابعة للكنيسة المارونية أو أبرشية الكنيسة الكاثوليكية في سوريا. اعتبارًا من 2011، كان هناك 35000[بحاجة لمصدر] أعضاء. الأبرشية الحالية هي أنطوان شبير.

## الإقليم والإحصائيات
وتخضع مباشرة لبطريرك أنطاكية الكاثوليكي الماروني، وليست جزءاً من أي مقاطعة كنسية.
تشمل أراضيها مدينة اللاذقية، حيث تقع كاتدرائية سيدة اللاذقية، في اللاذقية، لاودكية ماري سابقاً.
وتنقسم المنطقة إلى 32 أبرشية وفي عام 2011 كان عدد الكاثوليك الموارنة 35000[بحاجة لمصدر]

## التاريخ
حتى القرن الثامن عشر، كانت البطريركية المارونية مقسمة رسمياً إلى أبرشيات: في الواقع، كان الأساقفة جميعاً يعتبرون مساعدين للبطريرك، الزعيم الحقيقي الوحيد للأمة المارونية. في الواقع، لم يكن لأساقفة لاودكية، مثل غيرهم من الأساقفة الموارنة، سوى لقب موطنهم، ولا يمارسون أي ولاية قضائية حقيقية وليس لديهم حتى مكان للإقامة.
مجمع جبل لبنان عام 1736، والذي قرر بناء على طلب دعاية الإيمان إنشاء الأبرشية المارونية قانونيًا، لم يعط أي اعتبار للاودكية، التي استمرت بالتالي في كونها مقرًا لأسقف فخري. تم إخضاع الأراضي التي كانت رسميًا جزءًا من لاودكية من قبل مجمع سلطة أبرشيات طرابلس.
في 16 نيسان 1954، وبموجب مرسوم(Quo aptiori)، قرر مجمع الكنائس الشرقية سرقة أراضي أبرشية طرابلس المارونية الكاثوليكية من الموارنة الذين كانوا في المنطقة السورية تحت سلطة أسقفية حلب. وإسنادها إلى المدير الرسولي في اللاذقية (سلطة تبشيرية قبل الأبرشية، تخضع مباشرة للكرسي الرسولي).
في 4 أغسطس 1977، رفعت الإدارة الرسولية إلى مرتبة الأبرشية (الأبرشية)، وفي نفس الوقت الغي الكرسي الفخري.

## الأساقفة الفخريون
- جان اسطفان (نوفمبر 1732 - 1743 اسمه أبرشية بيروت) [3]
- نقولا مراد (5 ديسمبر 1843 - 10 يناير 1863 متوفى) [4]
- جوزيف فوريفر (11 فبراير 1872 - ؟) [5]
- بول عقل (22 فبراير 1919 - 19 سبتمبر 1959 متوفى)

## الأساقفة الأساقفة

### المدراء الرسوليون باللاذقية
- المدبر الرسولي فرانسوا أيوب (16 أبريل 1954 - 2 يونيو 1966)، بينما رئيس أساقفة حلب للموارنة (سوريا) (16 أبريل 1954 - 2 يونيو 1966)
- المدبر الرسولي جوزيف سلامة (24 سبتمبر 1967 – 4 أغسطس 1977 استقال)، بينما كان أيضًا أسقف حلب للموارنة (سوريا) (15 مارس 1967 – 9 يونيو 1990)

أبرشيات (أساقفة) اللاذقية غير المصوتين
- جورج أبي صابر ، البلديون ( OLM ) (4 أغسطس 1977 - 2 مايو 1986)، أصبح فيما بعد أسقف أرادوس الفخري (2 مايو 1986 - 23 نوفمبر 1990) والنائب البطريركي على أنطاكية للموارنة (لبنان) (2 مايو 1986 - 23 تشرين الثاني (نوفمبر) 1990) وأخيراً أبرشية (القديس مارون) على مونتريال للموارنة (كندا) (23 تشرين الثاني (نوفمبر) 1990 – 7 شباط (فبراير) 1996).
- أنطوان طربيه (2 مايو 1986 – 23 يونيو 2001 متقاعد)
- مسعود مسعود (23 يونيو 2001 – 5 يونيو 2011 استقال)
- الياس خوري سليمان (16 كانون الثاني (يناير) 2012 - 14 آذار (مارس) 2015، استقال)، رئيساً لاحقاً لمحكمة الاستئناف البطريركية للموارنة [الإنجليزية] (منذ 14 آذار (مارس) 2015)
- أنطوان شبير [6] (منذ 14 مارس 2015)

## وصلات خارجية
- جيجا كاثوليكية مع روابط السيرة الذاتية الحالية
- التسلسل الهرمي الكاثوليكي
- التسلسل الهرمي الكاثوليكي
- كاثوليكي